# Søs Drasbæk
Else Margrethe Drasbæk født Damgaard, kendt som Søs Drasbæk (8. april 1937 i Charlottenlund – 27. maj 2007) var en dansk designer.

## Liv og karriere
Else Drasbæk blev født den 8. april 1937 på Rosbæksvej 1 på Østerbro, forældrene var grosserer Jens Peder Damgaard og hustru Agda Frederikie Gurid f. Børlund.
Hun blev i 1958 gift med Ib Drasbæk og gik hurtigt ind i sin mands virksomhed, en kollektionsforretning, Dranella, og virksomheden fik stor succes. Sammen med Ib Drasbæk fik hun datteren Caroline Drasbæk.